# Barco de desembarco ruso Yamal
El barco de desembarco Yamal, ex-BDK-67 (en ruso: Ямал [БДК-67]) con número de gallardete 156, es un buque del proyecto 775 (designación OTAN: Clase Ropucha) que entró en servicio en la Flota del Mar Negro de la Armada Soviética y, desde la disolución de la URSS, ha estado en servicio misma flota de la Armada de Rusia.

## Diseño
Su construcción comenzó en 1987 en el astillero naval Stocznia Północna de Gdańsk, entonces parte de la República Popular de Polonia. Fue asignado el 30 de abril de 1988 con el nombre BDK-67.
Los buques del proyecto 775 cuentan con una eslora de 112,5 metros, manga de 15 y un calado de 3,7 m. Su desplazamiento es de 3.450 t, aunque puede llegar a las 4.080 si están a plena carga. Su propulsión son dos motores diésel de 9.600 caballos de potencia, cada uno de los cuales mueve sus respectivas hélices. Su autonomía operativa es de 11.300 kilómetros a una velocidad de crucero de 28 km/h o un tiempo de navegación de 30 días. Su tripulación es de hasta 98 marineros, pudiendo llevar de carga hasta 10 carros de combate principales junto a 340 soldados u otras configuraciones de hasta 500 t de carga.

## Historial
En noviembre de 1998, la Armada de Rusia rebautizó el buque como Yamal.
El Azov fue objeto de la segunda modernización más profunda recibida por los buques del proyecto 775, designada 775-II.

### Guerra en Abjasia
Durante la guerra ruso-georgiana de 2008, también conocida como invasión rusa de Georgia o guerra de los ocho días o de agosto, el Yamal participó en la fuerza naval rusa que se enfrentó a la pequeña armada georgiana y que más tarde bombardeó los puertos georgianos.

### Misión en el Mediterráneo
En 2013, el Yamal formó parte de las primeras unidades destinadas a la escuadra permanente del Mediterráneo rusa, una unidad naval dependiente de la Flota del Mar Negro que algunos han catalogado como la heredera del 5.º Escuadrón operacional soviético. En 2015, con el despliegue de la escuadra como parte del contingente ruso en la Operación Militar en Siria, el Yamal fue relegado.

### Invasión rusa de Ucrania
En la primavera de 2022, con el inicio de la invasión rusa, se encontraba en el Mar Negro, y ante el cierre de los Dardanelos por parte de Turquía, quedó como parte de la fuerza naval presente en la invasión.
Según las Fuerzas Armadas de Ucrania, el Yamal, junto al buque de desembarco de su misma clase Azov, fue alcanzado por misiles Storm Shadow en la noche del 23 al 24 de marzo de 2024, habiendo resultado en su hundimiento. Sin embargo, imágenes de satélite demuestran que no fue hundido, si bien no está claro hasta que punto fue dañado.